# Марковиц, Рифф
Рафаэль «Рифф» Марковиц (англ. Rafael (Riff) Markowitz; род. в 1938 году, Нью-Йорк, США) — американский и канадский импресарио, радиоведущий, театральный и телевизионный продюсер. Известен как основатель музыкально-танцевального шоу The Fabulous Palm Springs Follies.

## Биография
Родился в Нью-Йорке, США в 1938 году. Детство Марковица прошло в Торонто. В 15 лет сбежал из дома и работал клоуном целый год, прежде чем получил работу в качестве радиоведущего на радиостанции CJKL-FM в Киркленд-Лейк, Онтарио. Позднее он переехал в Гамильтон, где начал работать на телевидении в качестве продюсера.
В 1983 вместе с Льюисом Чеслером и Ричардом Ротстайном создал мистический телесериал-антологию «Автостопщик», который транслировался на HBO и USA Network вплоть до 1991 года. В год окончания показа сериала переехал в Палм-Спрингс, Калифорния.